# 唐温陵
温陵是中国唐哀帝李柷的陵墓。当在今山东省菏泽市境，具体地址不详。
天祐四年（907年），李柷被迫禅位于朱全忠，唐朝因此滅亡。后梁建立后，李柷迁于曹州，908年被毒死于曹州。以王礼葬于济阴县的定陶乡。后唐明宗时，以其陵墓重新置园邑。